# Rhomboidederes unicolor
Rhomboidederes unicolor là một loài bọ cánh cứng trong họ Cerambycidae.